# دانييل أسانتي
دانييل أسانتي (بالإنجليزية: Daniel Asante)‏ (ولد في 24 يونيو 2000 في غانا) لاعب كرة قدم غاني يجيد اللعب في مركز المهاجم وأيضا الجناح الأيمن. يلعب حاليا لصالح الحالة في الدوري البحريني الممتاز منذ 23 يوليو 2023.

## المسيرة الرياضية

### الأندية
في 23 يوليو 2023 انتقل أسانتي من البسيتين البحريني إلى الحالة البحريني في صفقة انتقال حر.